# Leões da Hortolândia
Sociedade Cultural Faculdade do Samba Leões da Hortolândia é uma escola de samba de Jundiaí, São Paulo.
Fundada em 31 de Agosto de 2004, sendo campeã do grupo de acesso em 2006 e em 2011 , e conquistando o titulo de campeã do Grupo Especial em 2012, ao homenagear o Grupo Performático Éos.

## Carnavais
| Ano  | Colocação | Grupo    | Enredo                                                                       | Ref.        |
| ---- | --------- | -------- | ---------------------------------------------------------------------------- | ----------- |
| 2011 | Campeã    | Acesso   |                                                                              | [ 1 ]       |
| 2012 | Campeã    | Especial | O samba visita o teatro                                                      | [ 3 ]       |
| 2013 | 3º lugar  | Especial | A partir de um sentimento, hoje, o enlace é aqui Leões uma história de amor! | [ 4 ] [ 5 ] |
| 2016 | Campeã    | Especial | Aos Olhos do Egito                                                           | [ 6 ]       |